# Dům čp. 29 (Heřmanice)
Dům číslo popisné 29 v Heřmanicích, obci na severu České republiky, ve Frýdlantském výběžku Libereckého kraje je památkově chráněný objekt.

## Poloha a historie
Stavba se nachází u silnice číslo III/03513, která spojuje na západě někdejší heřmanický hraniční přechod s Polskem a na východě obec Dětřichov. Stavba se nachází při jižní straně této komunikace u stykové křižovatky, jejíž severní rameno tvoří místní účelová komunikace. Vybudován byl na přelomu 18. a 19. století. Od 6. dubna 1966, kdy nabyly úřední platnosti požadované dokumenty, se zařadil mezi kulturní památky Československa, respektive České republiky.

## Popis
Patrový objekt je zbudován na půdorysu ve tvaru obdélníka situovaného tak, že kratší stranou je přivrácen k silniční komunikaci. Stěny jsou tvořeny hrázděným zdivem a svrchu je zakončen sedlovou střechou, která je pokryta taškami bobrovkami. V přízemní části je vyzděný chlév a síň, zbytek je roubený. V místech světnice je hrázdění v patře podpíráno jednoduchou pravoúhlou podstávkou. Při jižní a východní straně domu navazuje hrázdění patra na vyzdívku chléva v přízemí. Vstup do objektu je situován z východní strany a kolem dveří se nachází pravoúhlé ostění ze žuly. Kolem oken, a to jak v přízemí, tak rovněž v patře, se nacházejí profilované lišty. Jednotlivé štíty a zároveň i stěny v patře jsou zakryty jednoduchým svisle orientovaným bedněním ze dřeva. Pouze z východní a severní strany je místo bednění hrázdění odhaleno.